# Die spanische Fliege (film 1955)
Die spanische Fliege è un film del 1955 diretto da Carl Boese.

## Produzione
Il film fu prodotto dalla Deutsche Spielfilm Gesellschaft e Victor von Struve Filmproduktion GmbH.

## Distribuzione
Distribuito dalla Panorama-Film, uscì nelle sale cinematografiche tedesche il 1º marzo 1955 presentato al Capitol di Gottinga.